# Benny Ray
Benny Ray er nuværende verdensmester og europamester i line dance og han har sin egen danseskole i Randers. 
Han er desuden tidligere dansk wrestler, der er tilknyttet Dansk Pro Wrestling.